# 卡普蒂瓦 (佛羅里達州)
卡普蒂瓦（英語：Captiva）是位於美國佛羅里達州李縣的一個人口普查指定地區。

## 地理
卡普蒂瓦的座標為26°31′05″N 82°11′28″W / 26.51806°N 82.19111°W，而該地最高點為海拔高度0米（即0英尺）。

## 人口
根據2010年美國人口普查的數據，卡普蒂瓦的面積為3.700平方千米，當中陸地面積為3.20平方千米，而水域面積為24.00平方千米。當地共有人口379人，而人口密度為每平方千米102人。